# Cave Gladium
Koordinaten: 49° 18′ 21,3″ N, 12° 50′ 56,7″ O
Cave Gladium (lat.: „Hüte dich vor dem Schwert“) ist ein seit 2003 jährlich in Furth im Wald stattfindendes Mittelalter-Lager, das vom Verein „Cave Gladium e.V.“ veranstaltet wird. Es ist eingebunden in die Further Drachenstichfestwoche und wird traditionell am dritten Sonntag im August ausgerichtet.

## Historischer Hintergrund
Historischer Hintergrund für die Veranstaltung ist das Lager des zurückweichenden kaiserlichen Heeres nach der Schlacht bei Taus im August 1431. Nach der Niederlage gegen das Heer der Hussiten sammelten sich die Reste des kaiserlichen Heerbanns bei der ersten deutschen Stadt jenseits der Grenze: Furth im Wald. Da die Schlacht den Quellen nach am dritten Sonntag im August stattfand, wählte man diesen auch als Veranstaltungszeitpunkt.
Zeitgleich findet in der Stadt Furth im Wald der Drachenstich statt, das älteste Volksschauspiel Deutschlands. Die fiktive Handlung des aufgeführten Stücks von Josef Martin Bauer ist zeitlich ebenfalls in der Zeit der Hussitenkriege angesiedelt. 2006 wurde neben dem alten auch ein neues Stück von Alexander Etzel-Ragusa aufgeführt, das der politischen Entwicklung (Zusammenbruch des Ostblocks) Tribut zollen und den Charakteren bzw. der Geschichte zur Zeit der Hussitenkriege mehr Raum geben soll. Seit 2007 wird nur noch das neue Stück aufgeführt.

## Rahmenprogramm
Zu den festen Programmpunkten zählen neben dem Lagerleben mit mehr als 80 Mittelaltergruppen und über 1.000 Gewandeten auch ein mittelalterlicher Markt mit Gauklern, Feuerspuckern und fahrendem Volk sowie Konzerte von Musikgruppen.
In den mittlerweile 15 Jahren der Veranstaltung sind schon Gruppen wie Schelmish, Die Streuner, Adas, Feuerschwanz, Heidenlärm, Furunkulus, Fabula und Musica Vagantium auf dem Fest aufgetreten. Die Gruppe Fatzwerk trat 2006 auf dem Cave Gladium erstmals vor größerem Publikum auf und gehört seitdem fix zum musikalischen Programm.
Bei der Veranstaltung 2010 wurde das Lagerleben auf einer Fläche von über 10.000 m² dargestellt.
Im Rahmen des „Cave Gladium“ finden mehrere Turniere und Wettkämpfe statt, in denen sich die Teilnehmer messen können. Zu den Einzelwettbewerben gehören unter anderem der Schwertkampf, bei dem zwei Kontrahenten in den beiden Disziplinen „Schwert und Schild“ und „Eineinhalbhänder“ gegeneinander antreten können, sowie das Bogenturnier, das in verschiedenen Disziplinen und mit möglichst traditioneller Ausrüstung ausgetragen wird. Die sog. „Feldschlachten“ sind Wettbewerbe zwischen zwei bis vier Mannschaften, die verschiedene Aufgaben lösen müssen, z. B. die Eroberung der gegnerischen Fahne. Weiterhin gibt es jährlich wechselnde Gaudi-Wettbewerbe wie „Das Further Fischerstechen“, einen mittelalterlichen Kochwettbewerb oder ein Bruchenballturnier.
Den historischen Hintergrund würdigt der veranstaltende Verein seit 2015 mit der „Hussitenschlacht“. Hier treten zwei Gruppen gegeneinander an, welche die Truppen des Kaiserlichen Heeres und der Hussiten nachstellen. Besonderes Augenmerk wird bei der Auswahl der Teilnehmer auf ausreichenden Rüstungsschutz und die Übereinstimmung der verwendeten Ausrüstung mit dem historischen Rahmen im Spätmittelalter gelegt. Bei den Kämpfen wird der Angriff des Kaiserlichen Heeres auf eine hussitische Wagenburg nachgestellt.
Im Jahr 2006 konnten über 20.000 Besucher gezählt werden, im Jahr 2007 zog das Cave Gladium 25.000 Besucher an. Seit 2009 besuchen jährlich ca. 20.000 Interessierte das Cave Gladium.
Neben Live-Schaltungen durch Radiosender (Antenne Bayern, charivari) sendete 2015 die Abendschau des Bayerischen Rundfunks live vom Festgelände.

Szene aus der Feldschlacht (2005)
Überblick über den Lagerbereich (2005)
Trebuchet beim Abschuss (2005)
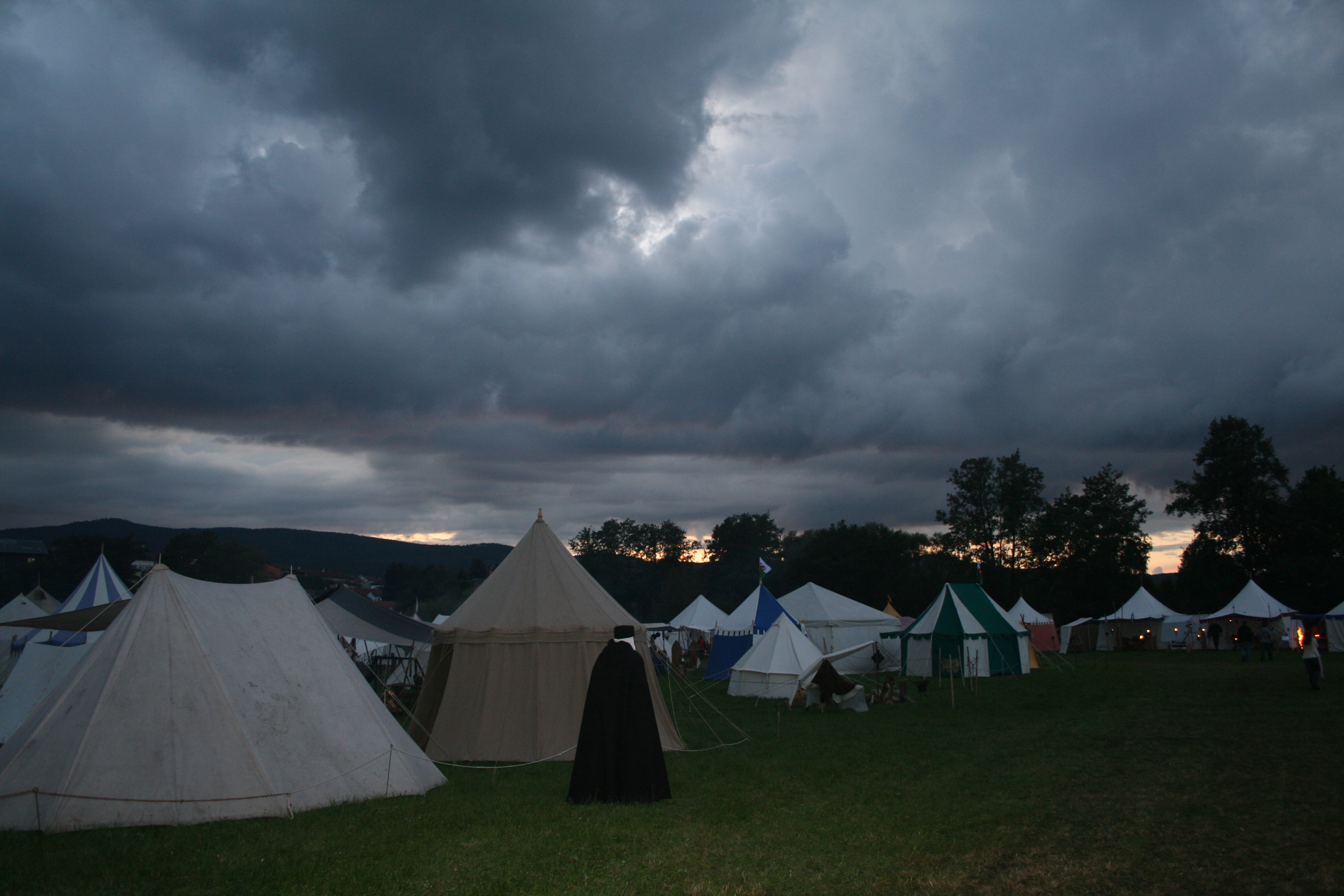
Zelte im Lagerbereich (2014)
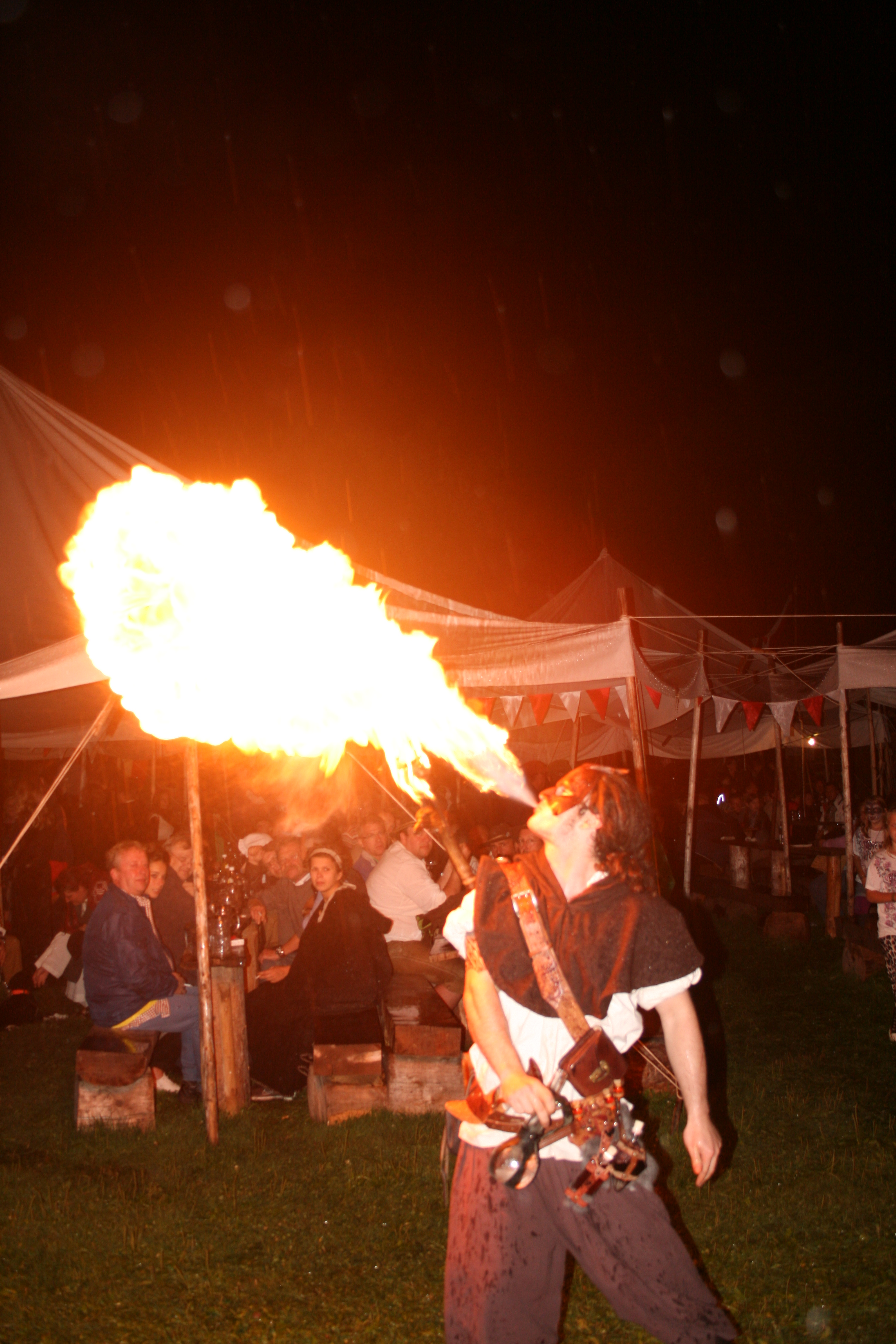
Feuerspucker bei der Veranstaltung 2014
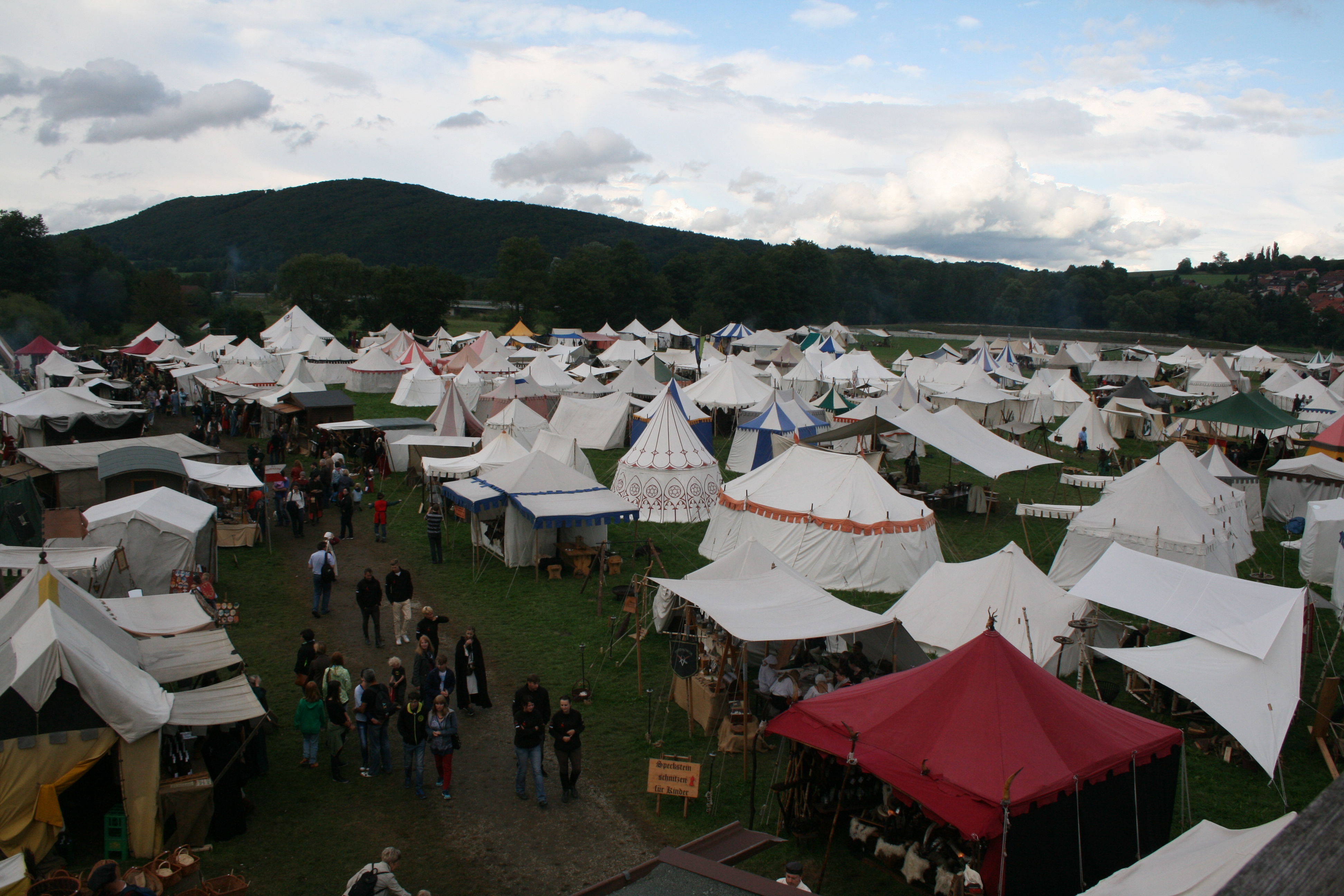
Blick auf einen Teil der Lagers (2014)